# Parti socialiste italien maximaliste
Le Parti socialiste italien maximaliste (italien : Partito Socialista Italiano Massimalista) ou PSIm, est la partie résiduelle du Parti socialiste italien en exil à la suite de la scission survenue lors des premières phases de la Convention socialiste de Grenoble, tenue le 16 mars 1930, par Pietro Nenni et la fraction fusioniste.